# Großsteingrab Issendorf
Das Großsteingrab Issendorf war eine megalithische Grabanlage der jungsteinzeitlichen Trichterbecherkultur bei Issendorf, einem Ortsteil von Harsefeld im Landkreis Stade (Niedersachsen). Es wurde 1741 zerstört, konnte zuvor aber noch untersucht werden.

## Lage
Das Grab befand sich nach Martin Mushard nordöstlich von Issendorf, „ohngefähr zwey Schuß weges“. Dort lag es direkt neben einem sächsischen Urnenfriedhof, der sich nördlich und westlich des Grabes erstreckte. In der näheren Umgebung gibt es noch mehrere erhaltene Großsteingräber. 1,1 km östlich liegen die Hünenbetten von Daudieck, 3,3 km westlich liegt das Großsteingrab Ohrensen.

## Beschreibung
Vor seiner Zerstörung wurde das Grab mehrfach untersucht. Um 1700 führte der Landrat Schulte aus Horneburg in Anwesenheit des Generalgouverneurs von Bremen-Verden Nils Gyllenstierna eine Ausgrabung durch, wobei der westliche Deckstein von den Wandsteinen abgenommen wurde. In den 1720er Jahren untersuchte Mushard den angrenzenden Urnenfriedhof und fertigte dabei auch eine Beschreibung sowie eine Zeichnung des Großsteingrabes an, die er in seinem Hauptwerk Palaeogentilismus Bremensis publizierte.
Das Grab besaß ein ost-westlich orientiertes, wahrscheinlich rechteckiges Hünenbett mit einer Umfassung. Die Zahl der Umfassungssteine ist nicht überliefert. Im westlichen Teil des Betts befand sich die sechsjochige Grabkammer. Mushard konnte noch fünf Wandsteine feststellen: den von Schulte abgenommen, drei noch auf den Wandsteinen aufliegende sowie einen bereits vor langer Zeit herabgestürzten. Der Grabtyp lässt sich nicht sicher bestimmen, aufgrund der Größe kann es sich aber nur um einen Großdolmen oder ein Ganggrab gehandelt haben.
Schulte stellte bei seiner Untersuchung im Inneren der Kammer nur eine Verfüllung aus Sand und Steinen fest. Funde von Bestattungsresten oder Grabbeigaben sind nicht bekannt.